# Haematopus ostralegus
El ostrero euroasiático (Haematopus ostralegus) es una especie de ave caradriforme de la familia Haematopodidae propia de  Eurasia y África. Es la especie de ostrero más ampliamente distribuida.

## Descripción

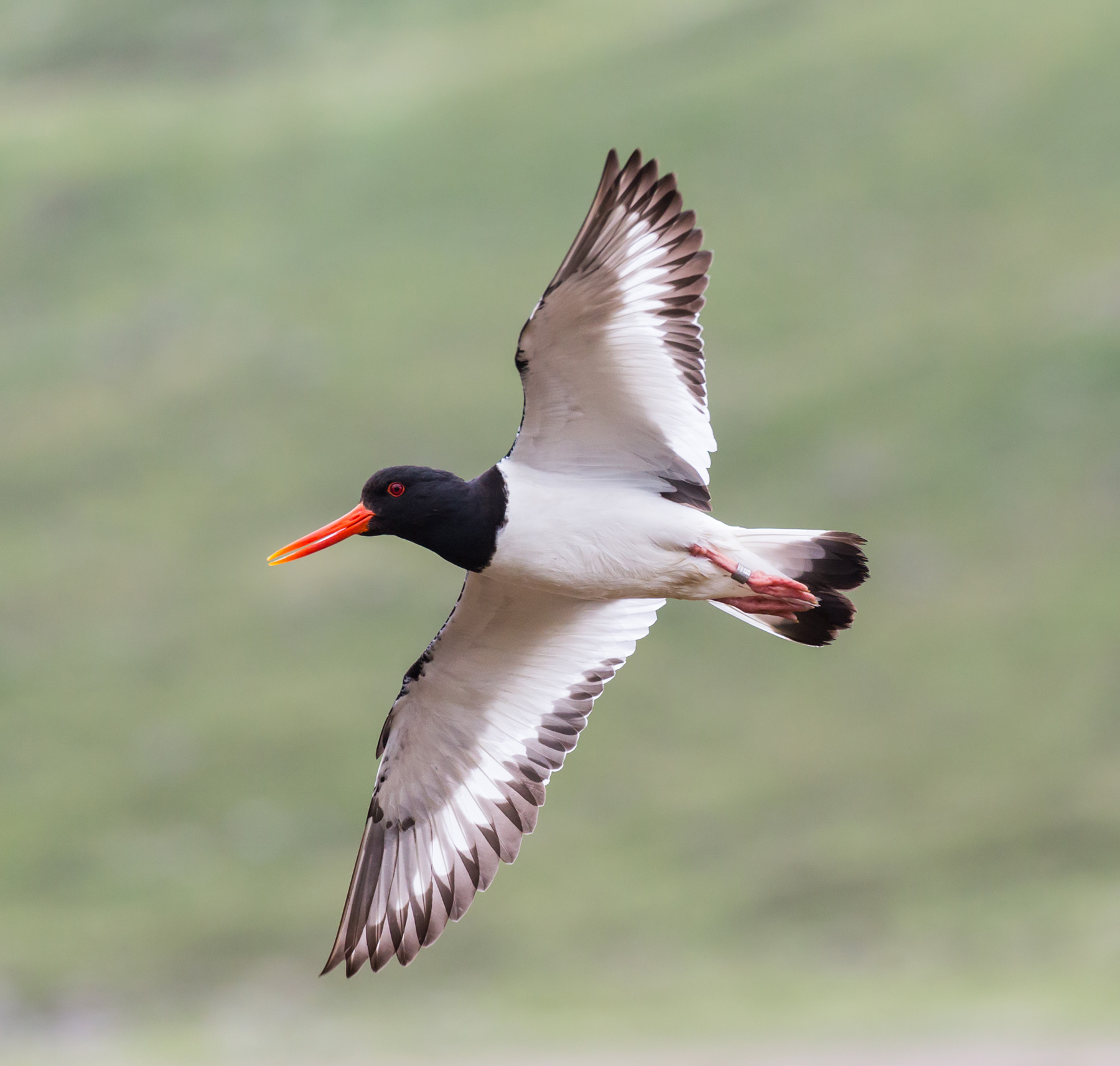
Ostrero volando en Escocia.

El ostrero es una de las limícolas más grandes de la región. Mide entre 40 y 45 cm de largo, de los cuales 8–9 cm corresponden a su largo pico rojo, y tiene una envergadura alar de 80-85 cm. Es un ave acuática de plumaje negro en las partes superiores (cabeza y pecho) y con las inferiores de color blanco. Sus patas son rojas, al igual que su pico largo, recto y robusto, que usan para abrir la cáscara de los moluscos como los mejillones o sondear en busca de gusanos. A pesar de su nombre, las ostras no forman una gran parte de su dieta, aunque sí se encuentra entre las pocas aves que son capaces de abrir sus conchas.
El ostrero euroasiático es inconfundible en vuelo, con sus partes inferiores blancas excepto los bordes de alas y cola y su cabeza, cuello y pecho. Los juveniles son más parduzcos, tienen una banda blanca alrededor del cuello y su pico es de color menos intenso.
La forma de su pico varía, los ostreros con la punta del pico ancha abren moluscos apalancando sus conchas o partiéndolas a golpes, mientras que los que la tienen más puntiagudo sondean más en busca de gusanos. En parte es debido al desgaste producido en la búsqueda de alimento. Así cada ave se especializa en una de las dos técnicas se suele aprender de sus progenitores.

## Taxonomía
El ostrero euroasiático se clasifica en el género Haematopus, el único género de la familia de los ostreros, Haematopodidae. A su vez los ostreros se clasifican entre los Charadriiformes, un gran orden de aves en su mayoría acuáticas, que se divide en seis subórdenes: Charadrii (ostreros, chorlitos, avefrías, cigüeñuelas y afines), Chionidi (alcaravanes, picovainas y chorlito de Magallanes), Turnicidae (torillos), Lari (gaviotas, picos tijera, charranes, alcas, págalos, canasteras y afines), Limicoli (agachonas, jacanas, aguateros, el llanero, correlimos, andarríos y afines).
El ostrero fue descrito científicamente por Carlos Linneo en 1758 en la décima edición de su obra Systema naturae, con el mismo nombre que en la actualidad, Haematopus ostralegus. El nombre de su género, Haematopus, es la combinación de los términos de origen griego hematos (de αἷματος) «sangre» y pus (πούς) «pie», en referencia al color rojo de sus patas. En cambio, su nombre específico, ostralegus, proviene de las palabras latinas ostrea «ostra» y legere «elegir», en alusión a su alimentación de moluscos.
Se reconocen cuatro subespecies de ostrero euroasiático:
- Haematopus ostralegus ostralegus Linnaeus, 1758 - se extiende por el norte y oeste de Europa;
- Haematopus ostralegus longipes Buturlin, 1910 - cría en Ucrania, Rusia y Turquía;
- Haematopus ostralegus buturlini Dementiev, 1941 - se encuentra desde el oeste de Kazajistán hasta el noroeste de China;
- Haematopus ostralegus osculans Swinhoe, 1871 - ocupa Kamchatka, Corea y el noreste de China.

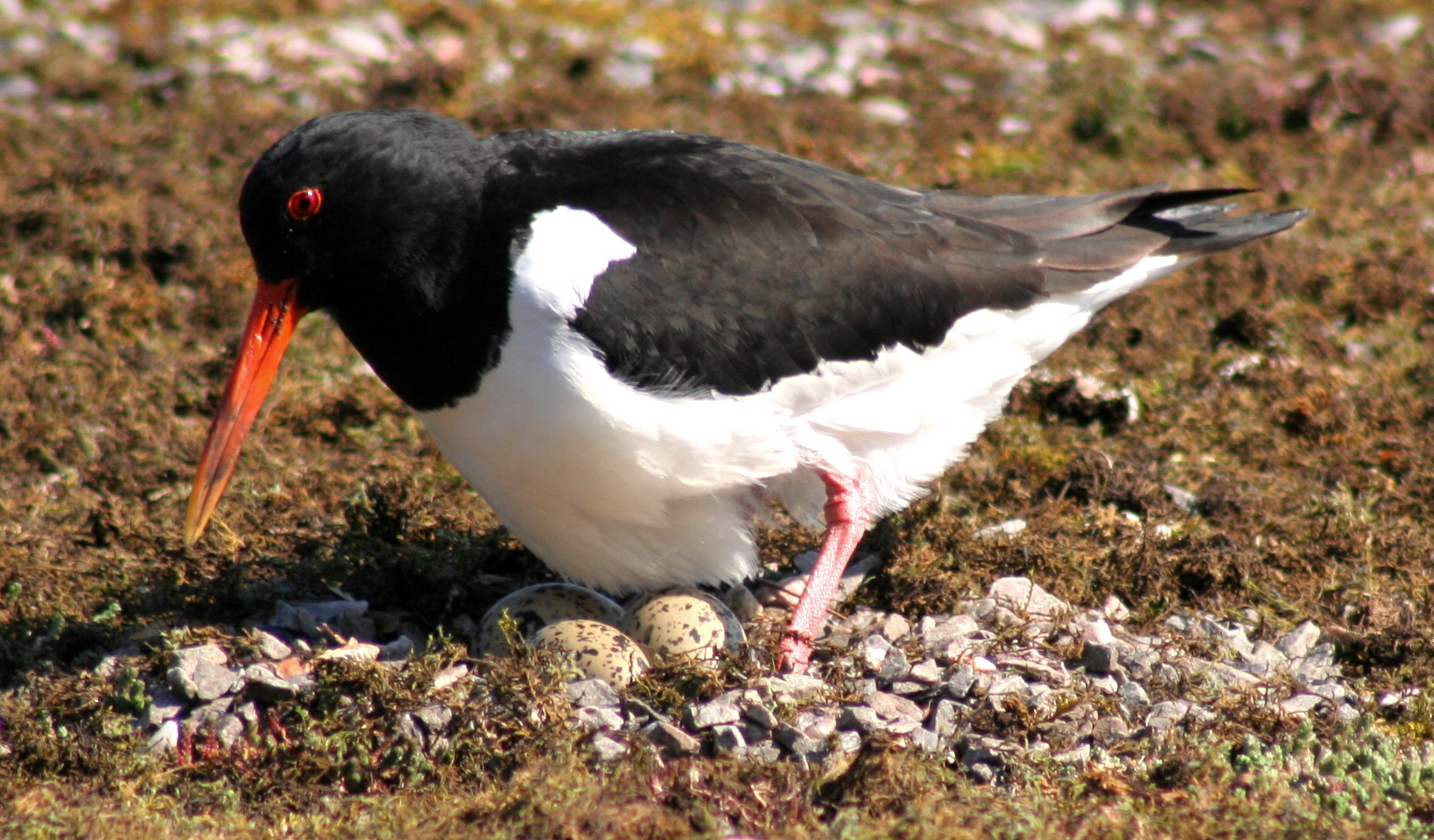
En su nido amontonan piedrecitas y grava.

Muestra variación clinal en el pico, que incrementa su longitud de oeste a este. La subespecie longipes tiene partes inferiores parduzcas y su hendidura nasal se extiende más allá de la mitad del pico. En la subespecie ostralegus la hendidura nasal se para poco antes de la mitad del pico. La subespecie osculans carece de blanco en los cañones de las primarias exteriores 2–3 y no tiene blanco en el vexilo exterior de las cinco primarias más externas.

## Comportamiento

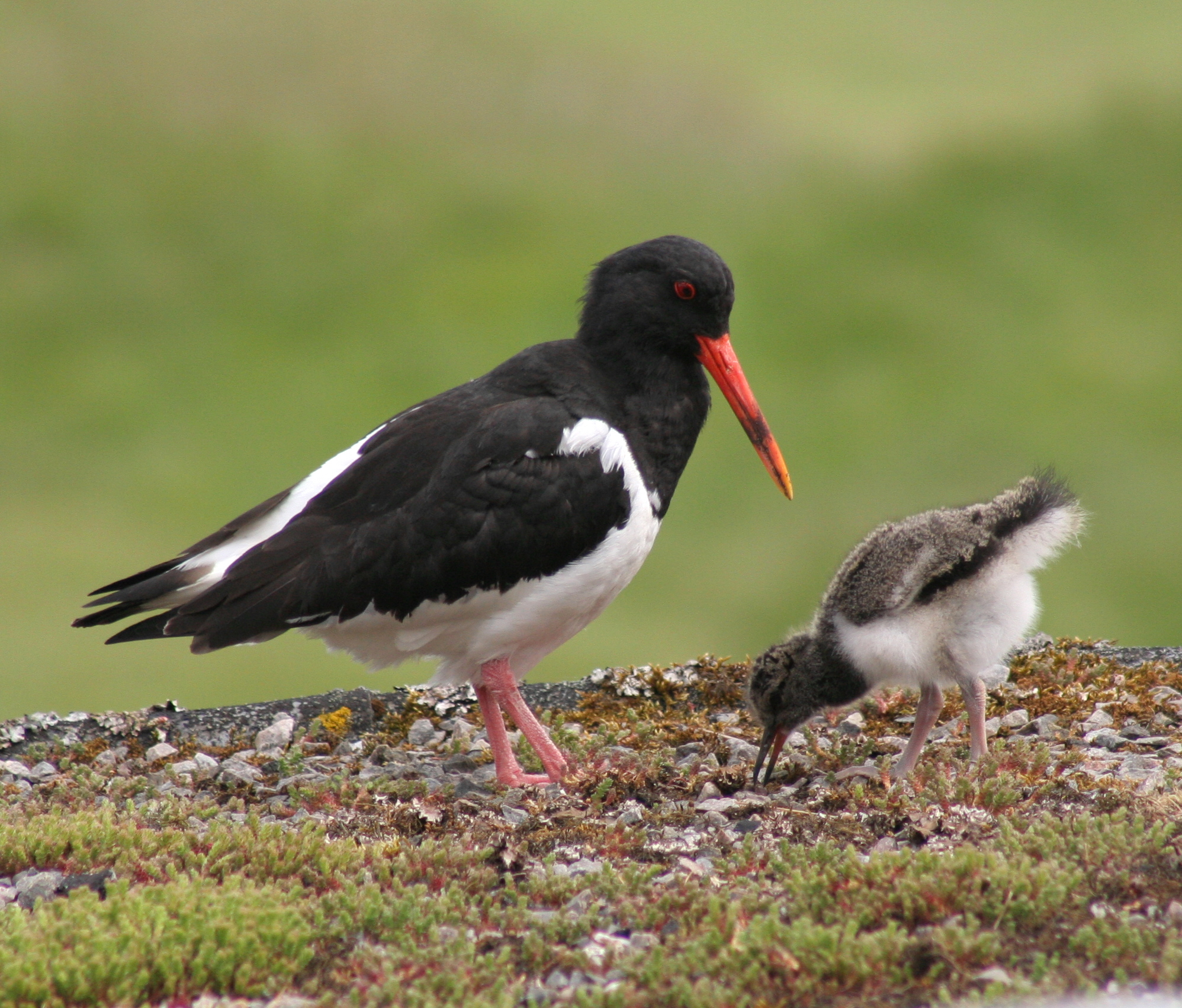
Ostrero con su polluelo.

El ostrero es migratorio en la mayor parte de su área de distribución. La población europea cría principalmente en el norte de Europa, pero pasa el invierno en el sur de Europa y el norte de África. Aunque la especie está presente todo el año en las islas británicas y las costas continentales aledañas. Las poblaciones que crían en el interior de Eurasia pasan el invierno en las costas del sur de Asia, y las poblaciones que crían en las costas del noreste de Asia pasan el invierno en el sureste de China.

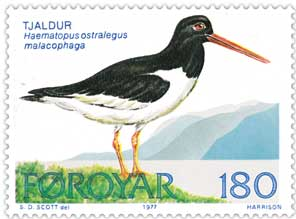

El nido del ostrero consiste en un hueco somero recubierto de piedrecitas situado en la costa o sobre islas de grava en ríos y lagos. Suelen poner entre 2–4 huevos. Tanto los huevos como los polluelos son de colores crípticos, los huevos son de color marrón con motas pardas más oscuras y los polluelos tienen las partes superiores parduzcas, para poder camuflarse al tenderse en el suelo.